# نيقولا ماثيوز براون
نيقولا ماثيوز براون (بالإنجليزية: Nicola Matthews Browne)‏ (1960، بيرنلي في المملكة المتحدة)؛ كاتِبة وروائية بريطانية. درست في كلية نيو كوليج.